# گوهرالشریعه دستغیب

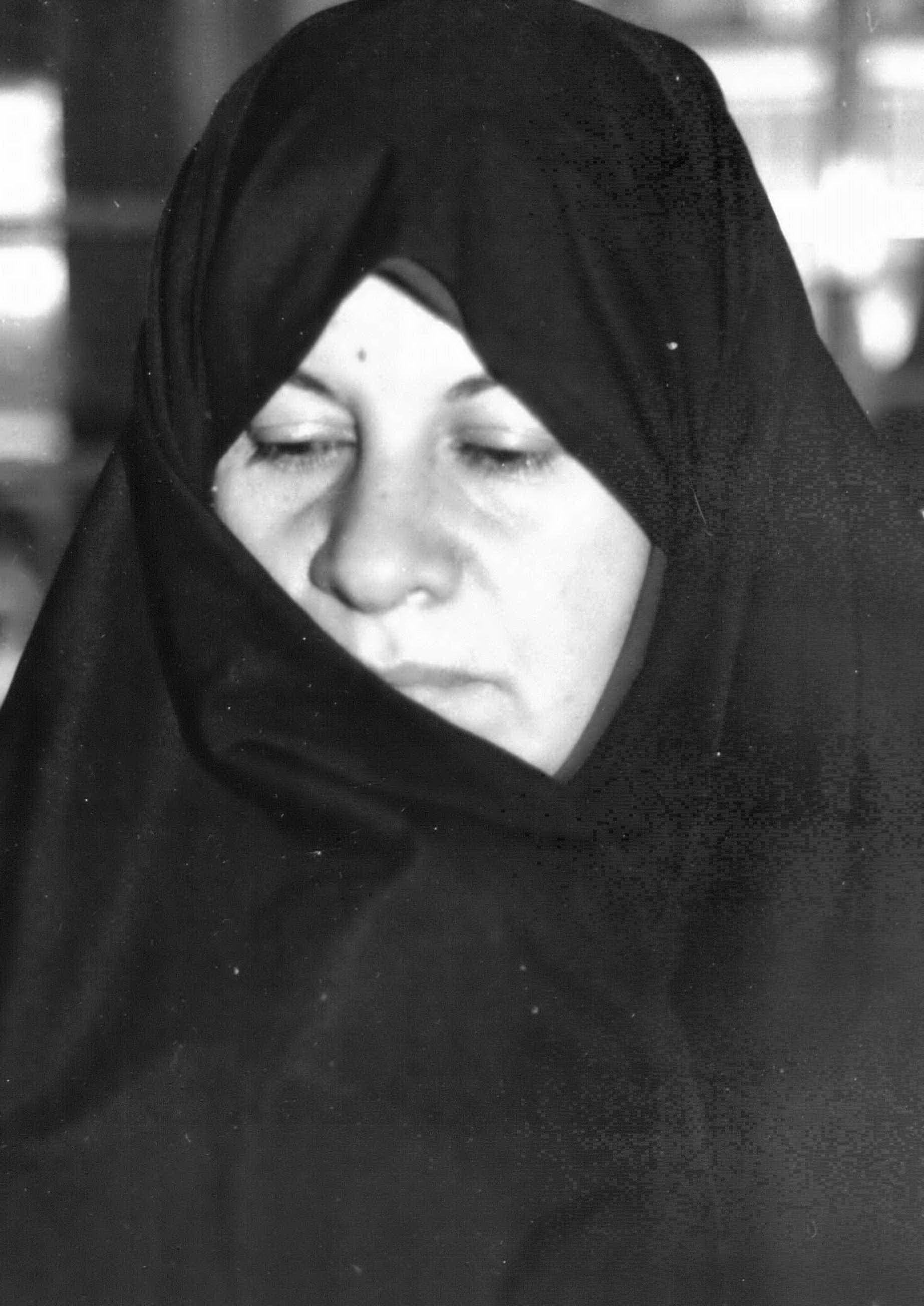
گوهر دستغیب در مجلس، دوره اول

گوهرالشریعه دستغیب (۱۳۱۴ در شیراز) از فعالان سیاسی جناح چپ و اصلاح‌طلب است. او مدرک کارشناسی ادبیات و کارشناسی ارشد فرهنگ عربی و علوم قرآنی دارد. مدتی مدیر دبیرستان رفاه بود و در دبیرستان رفاه نیز با محمدعلی رجایی و محمدجواد باهنر همکار بود.
او نماینده تهران در دوره‌های اول، دوم و سوم ِ مجلس شورای اسلامی بوده‌است. دستغیب در انتخابات مجلس ششم در فهرست جبهه مشارکت، مجمع روحانیون مبارز و چند گروه اصلاح‌طلب دیگر قرار داشت اما موفق به ورود به مجلس نشد. وی در انتخابات مجلس هفتم هم نامزد شده بود که در اعتراض به رد صلاحیت گسترده کاندیداهای اصلاح‌طلب اعلام انصراف کرد.

بدنبال سخنان هاشمی رفسنجانی رئیس جمهور وقت در خطبه های نماز جمعه سال ۱۳۶۹ و دفاع نامبرده از مسأله ازدواج موقت، گوهرالشریعه دستغیب و عاتقه صدیقی، همسر محمدعلی رجایی، نمایندگان وقت تهران در مجلس سوم، طی نطق های پیش از دستور مخالفت خود را با سخنان نامبرده و ترویج ازدواج موقت اعلام داشتند. دستغیب طی نطق خود سخنان رئیس جمهور وقت را «مانور تجمل و ظلم به زنان» دانست که اجرای آنها منجر به «سست شدن اساس خانواده ها و رواج بی تعهدی و بی وفایی شده و مردم و حکومت اسلامی را دچار مشکلات خواهد کرد و بر تعداد زیاد طلاقها خواهد افزود».وی در ادامه بیان داشت: 
بهتر این بود که روح عطشان زنان را به جایگاه واقعی و کرامت های اصیل آشنا کنند...نه این که عطشی غیر واقعی در آنها ایجاد کنیم که خوی ثانویه آنها شود همانگونه که غرب با تشویق و ترغیب زنان به سوی این تقاضای غیر اصولی، کرامت و ارزش آنان را خدشه دار نمود...به جای پیشنهاد مانور تجمل و ازدواج های چند میلیونی بهتر است تشویق و تحریض برای ایجاد شرایط مطلوب جهت سوق جامعه به سمت تقوای الهی و روابطی منطبق بر تعاریف دینی و ضرورت اجرای عدالت اجتماعی باشد.
نامبرده به مناسبت بروز جنگ اول خلیج فارس و حمله نیروهای ائتلاف به عراق طی نطق پیش از دستور گفته بود:
مبارزه و مقابله با تجاوز و طمع کاری ها، نقشه ها و سیاست های آمریکا برای دست اندازی به خلیج فارس به عنوان جهاد فی سبیل الله محسوب می شود و هرکس در این راه کشته شود شهید است.
گوهر الشریعه دستغیب از خاندان دستغیب شیرازی و مادرزن مصطفی معین وزیر علوم دولت هاشمی و خاتمی است.